# BEA:s neonflygplan i Stockholm

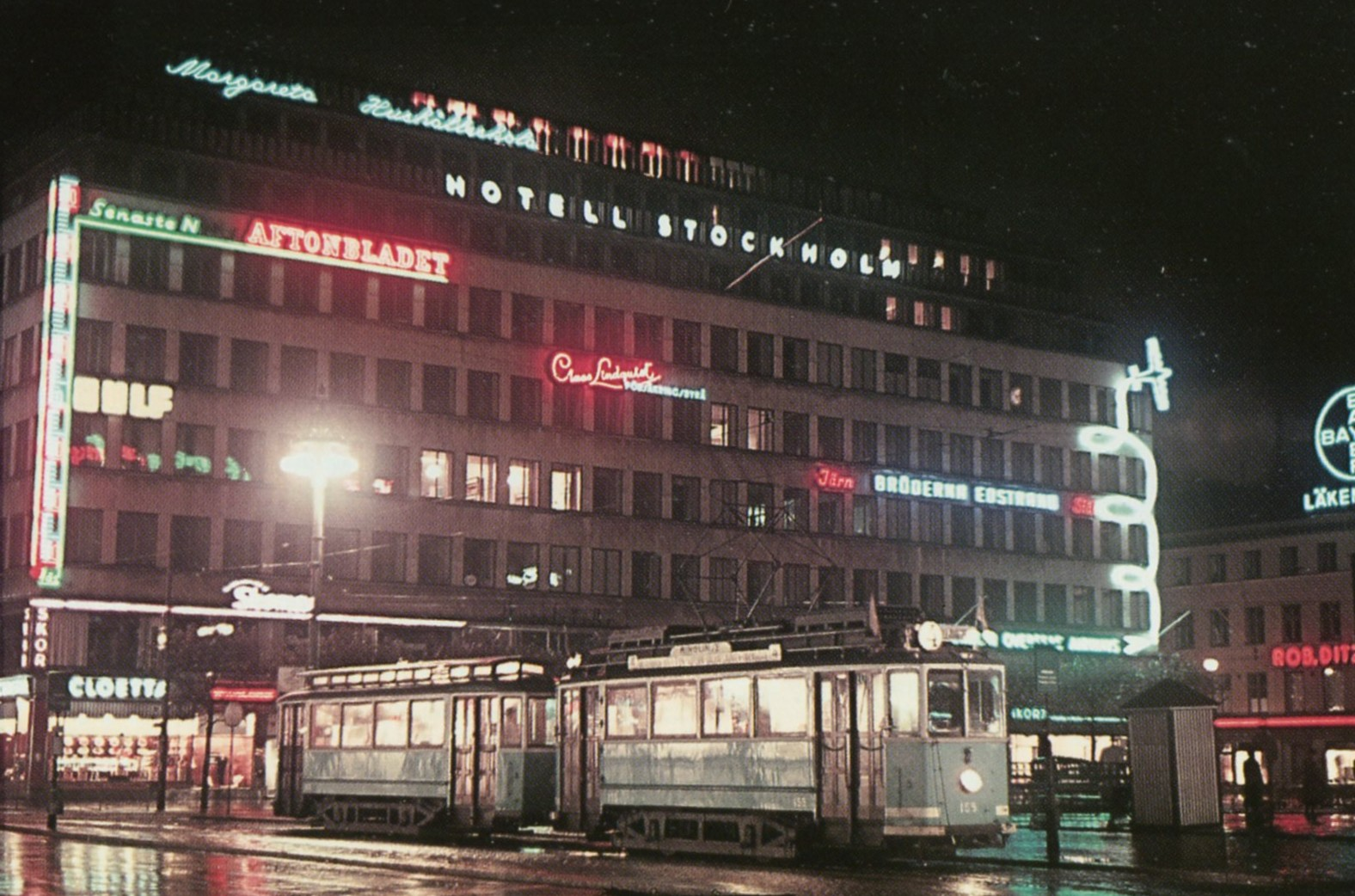
Citypalatsets fasad mot Norrmalmstorg ca 1945 med BEA:s flygplan längst ut till höger.

BEA:s neonflygplan var en neonskylt som fanns på Citypalatset vid Norrmalmstorg 1-3 i centrala Stockholm. Skylten gjorde reklam för British European Airways. 

## Historik

### Byggnaden

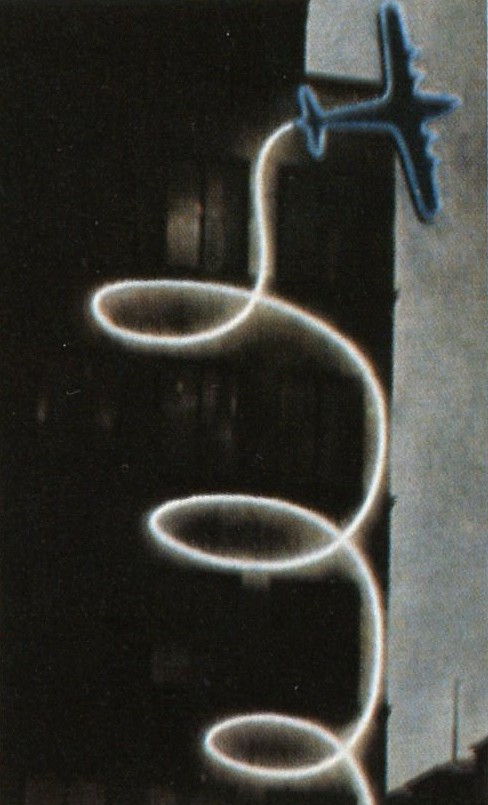
BEA:s neonflygplan, ca 1950.

Citypalatset, som då kallades "Sydbankshuset", uppfördes av Kreuger & Toll Byggnads AB åren 1930–32 efter arkitekt Ivar Tengboms ritningar. Under projekterings- och byggarbetet inföll även Stockholmsutställningen 1930, som räknas inte bara som genombrottet för funktionalismen i Sverige utan även för det riktigt stora genombrottet för neonskylten (se Stockholmsutställningens reklammast).
Citypalatsets fasadgestaltning med långa fönsterband och släta putsfält däremellan lämpade sig väl för placering av lysande reklam och huset hade (och har) bra skyltläge mot Norrmalmstorg och Hamngatan. I sin strama funkisarkitektur med ljusskyltar på fönsterbröstningar påminner Citypalatset mycket om en annan av Tengboms byggnader i Stockholms city, Esselte-huset vid Centralplan, byggt 1928–34. Även där har bröstningsbanden nyttjats för reklamändamål, men de saknar idag (2014) all form av reklam.

### Neonreklam
En uppmärksammad skylt var BEA:s flygplan från 1940-talets mitt som var monterat på byggnadens nordöstra hörn. Det brittiska flygbolaget British European Airways (BEA) hade kontor i byggnaden och en namntext på en av fönsterbröstningarna, men flygplanet som i spiraler snurrade upp längs husets hörn mot Stockholms natthimmel var anonym, därför kallades det även för "Stockholms elegantaste anonyma nya ljusskylt".
Spiralen var i vitlysande neon och flygplanskonturen med cirka 2,5 meter mellan vingspetserna var i blått.  Själva flygplanet stack delvis ut från fasadhörnet och gav så ett intryck av att det när som helst skulle sticka iväg mot skyn. Tillverkaren Grahams Neon (ett dotterbolag till hissfirman Graham Brothers) utnyttjade neonrörens gestaltningsmöjligheter på ett åskådligt sätt. På byggnadens fasad gjorde även konkurrenten flygbolaget AB Aerotransport (ABA) reklam, så neonplanet på hörnan kunde tjäna två herrar.
På Citypalatset fanns ytterligare några intressanta neonskyltar; Aftonbladets jättetermometer samt den klassiska Skoman-skylten.